# Prosoplus woodlarkianus
Prosoplus woodlarkianus là một loài bọ cánh cứng trong họ Cerambycidae.